# Rhipicephalus bursa
Rhipicephalus bursa ist eine Art der Schildzecken und neben der Braunen Hundezecke der einzige in Europa vorkommende Vertreter der Gattung Rhipicephalus. R. bursa spielt eine Rolle als Vektor verschiedener Krankheitserreger wie Anaplasma marginale, Anaplasma ovis, Babesia bovis, Babesia motasi, Babesia bovis, Theileria ovis und Theileria equi.
Die Art kann von anderen, im gleichen Areal vorkommenden Vertretern der Gattung daran unterschieden werden, dass die Stigmen von zahlreichen Borsten (Setae) umgeben sind, die bei den anderen Arten fehlen.
Die Zecke ist zweiwirtig. Hauptwirte sind Schafe, Ziegen, Rinder und Pferde, selten werden auch Hunde oder der Mensch aufgesucht. Die Zecke bevorzugt halbtrockene Gebiete, grasbewachsene niedrige bis mittlere Hanglagen sowie Steppengebiete. Sie kommt im Mittelmeerraum (außer Ägypten), im Nahen Osten bis nach Kasachstan vor. In Europa reicht der nördliche Rand ihres Verbreitungsgebiets von Südfrankreich über die Schweiz, Rumänien bis an die nördliche Schwarzmeerküste.